# Anthony Winter
Anthony Winter (Brocklesby, Nueva Gales del Sur, 25 de agosto de 1894-Pagewood, Nueva Gales del Sur, 6 de mayo de 1955) fue un atleta australiano, especialista en la prueba de triple salto en la que llegó a ser campeón olímpico en 1924.

## Carrera deportiva
En los JJ. OO. de París 1924 ganó la medalla de oro en el triple salto, con un salto de 15.525 metros que fue récord del mundo, superando al argentino Luis Bruneto y al finlandés Vilho Tuulos (bronce con 15.37 metros).